# Frank E. Flowers
Frank E. Flowers est un réalisateur et scénariste britannique né en août 1979 aux îles Caïmans.

## Filmographie partielle
En tant que réalisateur
- 2004 : Haven

En tant que scénariste
- 2013 : Metro Manila de Sean Ellis
- 2024 : Bob Marley: One Love de Reinaldo Marcus Green